# Micheál Mac Liammóir

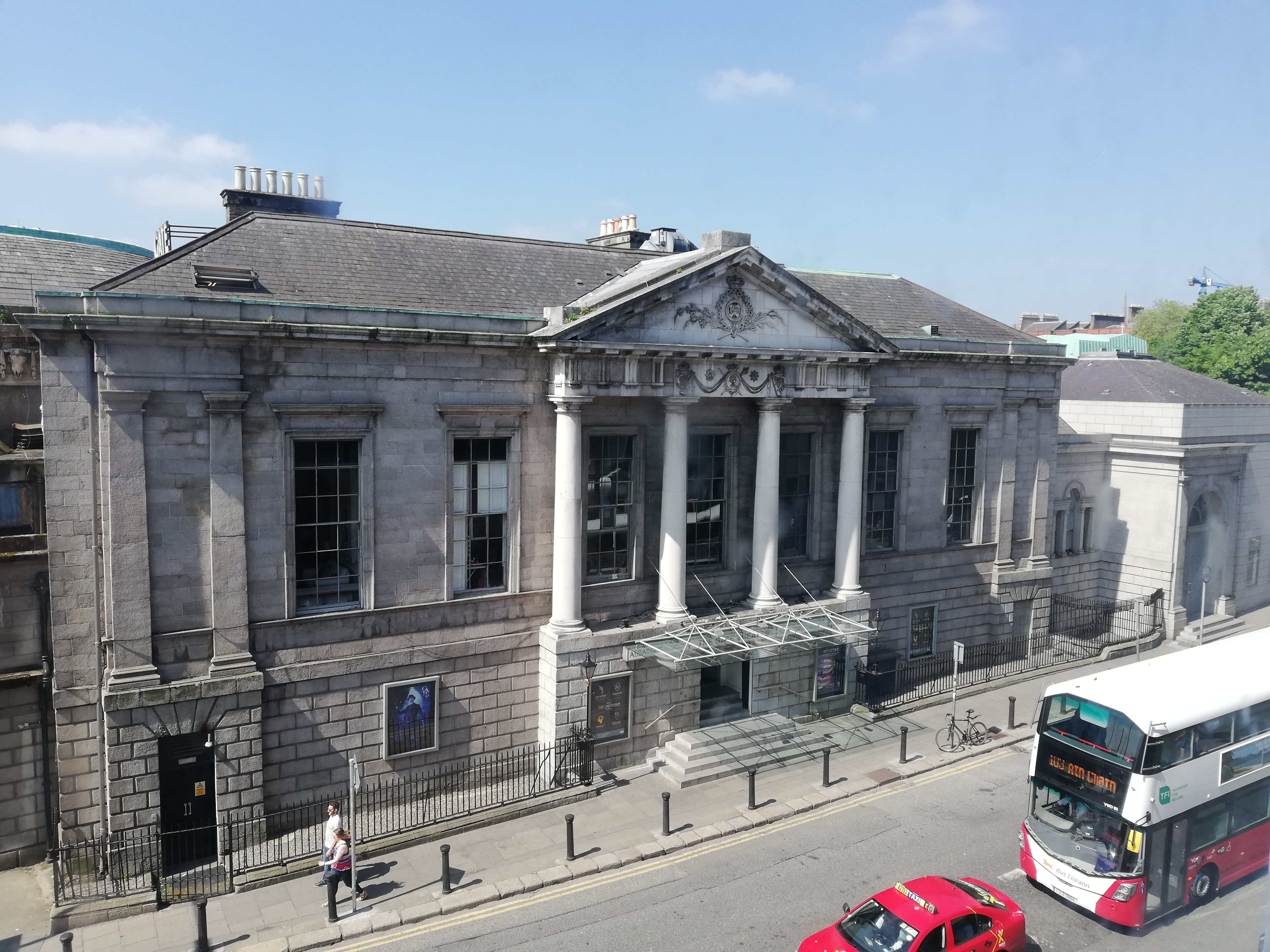
Gate Theatre, som Micheál Mac Liammóir grundade tillsammans med livspartnern Hilton Edwards.

Micheál Mac Liammóir, ursprungligen Alfred Willmore, född 25 oktober 1899 i London, England, död 6 mars 1978 i Dublin, var en brittisk-irländsk skådespelare, dramatiker, impressario, författare, poet och konstnär.
Micheál Mac Liammóir föddes som Alfred Willmore i en protestantisk familj som levde i stadsdelen Kensal Green i London. Som ung vuxen emigrerade han till Irland. Tillsammans med sin partner Hilton Edwards grundade han Gate Theatre i Dublin år 1928. Hans pjäs The Importance of Being Oscar sattes upp av Riksteatern 1978, i en översättning av Torsten Ehrenmark.